# بخش گوراخپور
بخش گوراخپور (به انگلیسی: Gorakhpur division) یک منطقهٔ مسکونی در هند است که در اوتار پرادش واقع شده‌است.